# Анджелати
Анджелати (на сръбски: Анџелати) е село в Черна гора, част от Община Андриевица. Населението на селото през 2003 година е 134 души, предимно етнически сърби.

## Население
- 1948 – 117 жители
- 1953 – 139 жители
- 1961 – 119 жители
- 1971 – 144 жители
- 1981 – 95 жители
- 1991 – 164 жители
- 2003 – 134 жители

### Етнически състав
(2003)
- 123 (91,79 %) – сърби
- 6 (4,47 %) – черногорци
- 5 (3,73 %) – неопределени